# Matteuccia da Todi
Matteuccia di Francesco di Ripabianca, meglio nota come Matteuccia da Todi (Todi, ... – Todi, 20 marzo 1428), è stata una donna italiana accusata di stregoneria, conosciuta nei secoli successivi come la Strega di Ripabianca, dal nome del villaggio in cui visse.

## Biografia
Matteuccia fu messa sotto processo a Todi nel 1428, accusata di infanticidio, di riti magici di guarigione e di commercio di filtri d'amore dal 1426. Fece confessioni sotto tortura e dopo queste fu giudicata colpevole di stregoneria e condannata a morte sul rogo. Gli atti del processo in lingua latina, conservati in fascicolo pergamenaceo nell'Archivio Comunale di Todi, sono stati trascritti dall'originale e sono consultabili anche in traduzione italiana.
Il suo fu uno dei primi processi per stregoneria in Italia e, in generale, in Europa.
Nota è rimasta la formula che, in base a quanto da lei asserito, era necessaria pronunciare per provocare il volo: Unguento unguento, mandame a la noce de Benivento, supra agua et supra vento et supra at omne maltempo.